# Grójec (gmina)
Grójec est une gmina mixte (gmina miejsko-wiejska) du powiat de Grójec dans la Voïvodie de Mazovie, dans le centre-est de la Pologne.
Son siège administratif est la ville de Grójec, qui se situe environ 40 kilomètres au sud de Varsovie, capitale de la Pologne.
La gmina couvre une superficie de 120,64 kilomètres carrés pour une population de 23 140 habitants en 2006, dont 14 990 habitants pour la partie urbaine et 8 150 habitants pour la partie rurale de la gmina.

## Histoire
De 1975 à 1998, la gmina est attachée administrativement à la voïvodie de Radom. Depuis 1999, elle fait partie de la voïvodie de Mazovie.

## Géographie
Outre la ville de Grójec, la gmina inclut les villages de :
- Bikówek
- Częstoniew
- Dębie
- Duży Dół
- Falęcin
- Głuchów
- Gościeńczyce
- Grudzkowola
- Janówek
- Kępina
- Kobylin
- Kociszew
- Kośmin
- Krobów
- Las Lesznowolski
- Lesznowola
- Lisówek
- Maciejowice
- Marianów
- Mieczysławówka
- Mięsy
- Mirowice
- Pabierowice
- Piekiełko
- Podole
- Skurów
- Słomczyn
- Szczęsna
- Uleniec
- Wola Krobowska
- Wola Worowska
- Wólka Turowska
- Worów
- Zakrzewska Wola
- Załącze
- Zalesie
- Żyrówek

### Gminy voisines
La gmina de Grójec est voisine des gminy suivantes :
- Belsk Duży
- Chynów
- Jasieniec
- Pniewy
- Prażmów
- Tarczyn

## Structure du terrain
D'après les données de 2002, la superficie de la commune de Grójec est de 120,64 km², répartis comme tel :
- terres agricoles : 77%
- forêts : 11%

La commune représente 8,72% de la superficie du powiat.

## Démographie
Données du 30 juin 2004 :
| Description        | Total  | Total | Femmes | Femmes | Hommes | Hommes |
| ------------------ | ------ | ----- | ------ | ------ | ------ | ------ |
| Unité              | Nombre | %     | Nombre | %      | Nombre | %      |
| population         | 22 979 | 100   | 11 861 | 51,6   | 11 118 | 48,4   |
| Densité (hab./km²) | 190,5  | 190,5 | 98,3   | 98,3   | 92,2   | 92,2   |

## Personnalités
- Piotr Skarga, théologien et écrivain, appartenant à la Compagnie de Jésus, principale représentante de la Contre-Réforme en Pologne.